# Hays (Montana)
Hays (assiniboine: Toktí) és una concentració de població designada pel cens dels Estats Units a l'estat de Montana. Segons el cens del 2000 tenia 702 habitants.

## Demografia
Segons el cens del 2000, Hays tenia 702 habitants, 188 habitatges, i 153 famílies. La densitat de població era de 20,8 habitants per km². Per races són el 5,27% blancs i el 94,59% amerindis. Els hispànics de qualsevol raça són el 0,28% de la població.
Dels 188 habitatges en un 51,1% hi vivien nens de menys de 18 anys, en un 42,6% hi vivien parelles casades, en un 30,9% dones solteres, i en un 18,6% no eren unitats familiars. En el 16,5% dels habitatges hi vivien persones soles el 6,4% de les quals corresponia a persones de 65 anys o més que vivien soles. El nombre mitjà de persones vivint en cada habitatge era de 3,71 i el nombre mitjà de persones que vivien en cada família era de 4,16.
Per edats la població es repartia de la següent manera: un 44% tenia menys de 18 anys, un 9,8% entre 18 i 24, un 28,3% entre 25 i 44, un 12,3% de 45 a 60 i un 5,6% 65 anys o més.
L'edat mediana era de 22 anys. Per cada 100 dones de 18 o més anys hi havia 94,6 homes.
La renda mediana per habitatge era de 17.000 $ i la renda mediana per família de 20.000 $. Els homes tenien una renda mediana de 25.250 $ mentre que les dones 21.500 $. La renda per capita de la població era de 6.489 $. Aproximadament el 44,1% de les famílies i el 50,4% de la població estaven per davall del llindar de pobresa.

## Poblacions més properes
El següent diagrama mostra les poblacions més properes.